# 테트라벡스

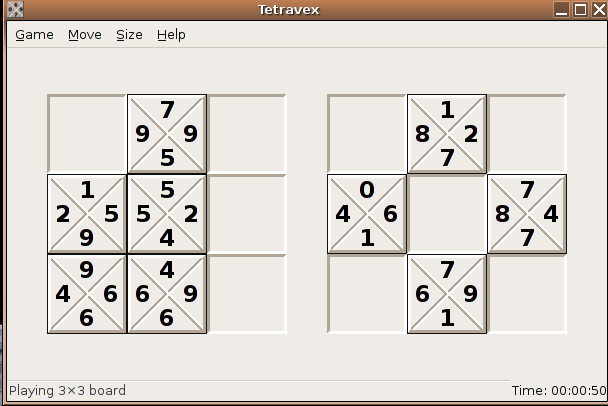
테트라벡스 그놈 판

테트라벡스(TetraVex)는 윈도우와 리눅스 시스템에 있는 컴퓨터 게임이다.

## 놀이 규칙
기본적으로 3x3 격자가 있다. 정사각형 모양의 타일이 9개 있는데 타일의 각 변에 숫자가 적혀 있다. 게임의 목표는 타일을 격자에 올바른 위치에 최대한 빨리 놓는 것이다. 서로 맞닿는 변에 있는 숫자가 서로 같아야 타일을 놓을 수 있다. 따라서 마지막에 각 타일이 놓이는 위치는 한 군데로 정해져 있다.

## 이용가능한 곳
테트라벡스는 원래 윈도에서 즐길 수 있었다. 나중에 GNOME 데스크톱의 오픈 소스 게임으로 포함되었다.